# LE-713
La carretera LE-713 es una vía de titularidad autonómica perteneciente a la Red Complementaria Preferente de Castilla y León , que transcurre en su totalidad por la comarca de El Bierzo. Comienza en Ponferrada a partir del final de la Avenida de Galicia (cruce con N-6) en el barrio de Fuentesnuevas y termina en Villafranca del Bierzo de nuevo en el enlace con la N-6.

## Recorrido
La carretera parte de Ponferrada en dirección noroeste pasando por Camponaraya y Cacabelos, llegando finalmente a Villafranca del Bierzo.
Esta vía que pertenece al itinerario del Camino de Santiago, formaba parte del primer trazado de la carretera radial N-VI (hoy N-6) en el tramo entre Ponferrada y Villafranca, vigente hasta mediados de 1970.